# 平方亨
平方 亨（ひらかた とおる、1957年10月10日 - ）は、日本の陸上競技選手・陸上競技指導者。群馬県渋川市出身。群馬県立渋川高等学校を経て、早稲田大学教育学部卒業。
2004年11月から1年間 国際陸上競技連盟（IAAF、モナコ）事務局勤務をアジア人唯一で務めた。その前後に、日本陸上競技連盟理事 国際委員会委員長 として2007年の大阪世界選手権の誘致の中心的働きをし、世界陸上大会時にはIAAF事務総長秘書として活躍した。
また、2016年東京オリンピック招致委員会（TOKYO2016）でスポーツディレクターを務め、幅広いIAAFの人脈を生かし、国際スポーツ競技団体（IF）と招致計画の調整を行い、リオデジャネイロやシカゴやマドリッドの他立候補都市に先立ち最初に全ての競技団体から承認を受け取ったが、最終的にはリオデジャネイロに敗れた。

## 主な役職
- 一般社団法人 群馬県eスポーツ連合 会長

## 著書・投稿
- 『スポーツで街作りのショーケース』　2018年10月10日発行　上毛新聞社
- 『文藝春秋 2018年の論点』世界から孤立する日本の選手育成　2018年1月1日発行　株式会社文藝春秋

## 過去のスポーツ役職
- 元 一般財団法人 群馬県陸上競技協会 会長
- 元 公益財団法人 日本陸上競技連盟 評議員
- 元 財団法人 日本陸上競技連盟 理事 国際委員長
- 元 国際陸上競技連盟(IAAF)マーケティング/プロモーションコミッション 委員
- 元 国際陸上競技連盟(IAAF)スクール＆ユースコミッション 委員
- 2004年〜2005年 1年間国際陸上競技連盟(IAAF)事務局勤務
- 元 日本オリンピック委員会(JOC) 国際委員会委員
- 元 早稲田大学アスレチッククラブ 理事
- 2016年東京オリンピック*パラリンピック招致委員会 スポーツディレクター